# 切爾諾莫雷茨

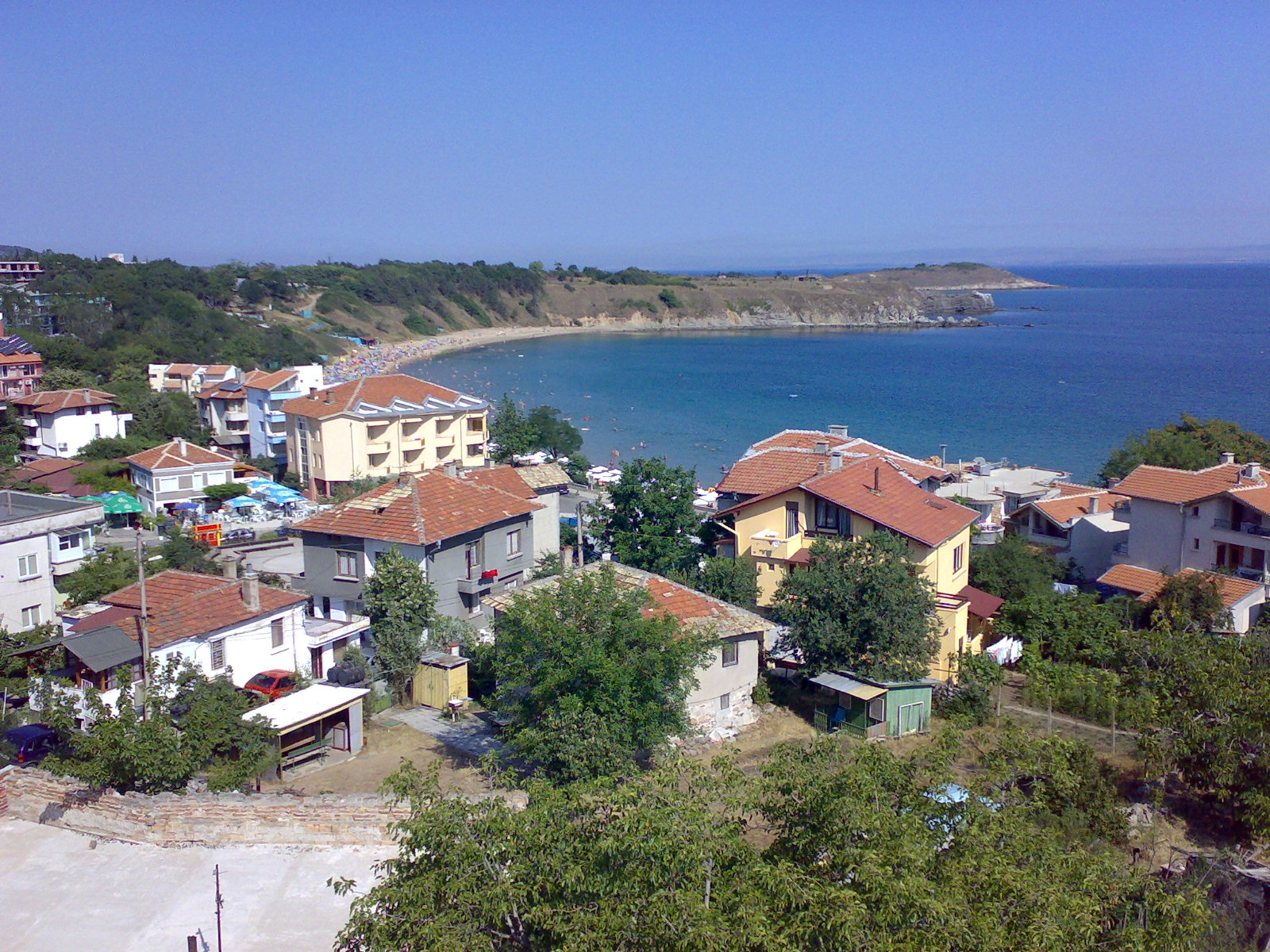

切爾諾莫雷茨是保加利亞的城鎮，位於該國東南部黑海沿岸，距離首府布爾加斯24公里，由布爾加斯州負責管轄，始建於1728年，2009年人口2,234。